# Agelasta szetschuanica
Agelasta szetschuanica är en skalbaggsart som beskrevs av Stefan von Breuning 1967. Agelasta szetschuanica ingår i släktet Agelasta och familjen långhorningar. Inga underarter finns listade i Catalogue of Life.